# Hale Baluta
Hale Baluta is een bestuurslaag in het regentschap Nias Selatan van de provincie Noord-Sumatra, Indonesië. Hale Baluta telt 315 inwoners (volkstelling 2010).